# 沃魯 (市鎮)
沃鲁市镇是爱沙尼亚沃魯縣的一个乡村型市镇。行政中心为沃魯市（单独的市镇，不属于沃鲁市镇）。市镇面积为952平方公里，2021年时人口数量为10,775人。

## 行政管理
2017年爱沙尼亚行政改革后，原沃鲁市镇、拉斯瓦市镇、瑟梅爾帕盧市镇、瓦斯采利納市镇以及原属珀尔瓦县的奧拉瓦市镇合并成新的沃鲁市镇。
新的沃鲁市镇包括5个小镇和182个村庄。